# 助成金バイアス
助成金バイアス（じょせいきんバイアス、助成金による研究偏向、英: Funding bias、英: sponsorship bias、英: funding outcome bias、英: funding publication bias）とは、研究資金（研究助成金）を提供してくれた人・組織（例：企業）に都合の良い研究結果が発表される傾向（バイアス）のことで、この傾向は実証されている。資金提供で研究が偏向するのは科学における不正行為の可能性が高く、研究公正に大きな疑義が生じる。

## 原因と状況

### 人間の心理
心理学の著名な教科書『影響:科学と実行』によると、人間は、他人の好意に好意でむくいたいと感じる互恵 本性がある。研究者も人間なので、研究資金を提供してくれた人・組織に研究成果でむくいたいと思い、研究にバイアスをかける。
また、研究資金を提供してくれた人・組織（例：企業）に都合の良い研究結果を発表することで、研究資金の継続や増額、また同じ人・組織から別の利益供与を期待するからである。

### 企業と研究者の癒着
企業は研究者に巨額の資金を提供している。特に製薬企業の医師・生物医学研究者への資金提供は顕著である。2014年7月10日付け朝日新聞デジタルに以下の記事がある。
製薬企業は悪で、医師・研究者は善と思っている人には意外だろうが、資金提供の透明性を高めようとしているのは製薬企業側であり、医師と日本医学会は反対なのである。

## 助成金バイアスの仕組み

### 研究不正
一般的に、研究成果の発表（学術出版、論文、書籍など）やレポート（調査や研究等の報告書）に、データねつ造や改ざんなどの科学における不正行為が生じる。これらの不正行為は、まれである。助成金バイアスでは、資金を提供してくれた人・組織（企業）に都合の良いように意図的に、データねつ造や改ざんがされる。明らかな研究倫理違反である。場合によると、犯罪になる。

### 結論ありき
前もって決めた結論を支持する研究方法・データを選択し、支持に否定的な研究方法・データを除外する。例えば、タバコ産業は、受動喫煙が健康に及ぼす影響では最も小さい数値見つけて公表する。
企業は、研究者を雇用する時、機密保持の契約書に署名することを研究者に要求する。それによって研究者は、どんな研究結果がでても企業に報告する義務を負う一方、社外で自由に発表できる権利を放棄させられる。企業は、この契約書で、企業に不都合な研究結果を抑え、都合の良い研究結果を発表することができる。実際、製薬企業が資金提供した研究結果は、製薬企業に都合の良い研究結果になっているという実証データがある。

### 出版バイアス
一般的に、研究で、有意な結果が得られた場合とそうでない場合、どちらが論文として採択されるかと考えると、研究論文には新規性が要求されるので、有意な結果の方が採択されやすい。したがって、収集した論文で、効果が「有意」か「有意でないか」を集計し、論文数が多いほうが正しいと判断すると、「有意だ」という結果になりやすい傾向（バイアス）がある。医薬品の有効性を試験する研究では、「効果がない」という結果より、「効果がある」という論文のほうが採択されやすい。助成金バイアスでは、この一般的な出版バイアスに便乗し、資金を提供してくれた人・組織（企業）に都合の良い論文を意図的に、より多く発表する。研究倫理違反である。

### 選択バイアス
一般的に、研究者の性質や能力によって、観測対象に偏りが生じ、その偏りのために結論が偏る。例えば、目の粗い網で魚を取ると、大きな魚しか取れず、目を細かくすると小さな魚も取れる。このように、測定方法をどう選択するかで、ある湖の魚の種類と数を測定した結果はバイアスがかかる。偏りを生じない測定方法を用いても、観測対象の選択が偏っていると、バイアスがかかる。
二重盲検法でも、従属変数、対象（何を入れ、何を除くかという選択の基準に依存）、サンプルの大きさ、統計的手法、不適切なコントロール（対照）などでバイアスをかけることができる。
助成金バイアスでは、この特性を利用して、研究資金を提供してくれた組織（企業）に都合の良い結果が得られるように、観測対象や測定方法を選択する。臨床研究では、医薬品が有効と思われた特定の治験対象患者だけを残して、何度も繰り返し試験し、都合の良い結果が出た場合だけを発表するサブグループ解析という手法もある。

## 実例
- 1996年：米国の論文。認識能力に対するニコチンの影響に関する研究で、タバコ産業から助成金を得ている研究者ほどニコチンや喫煙が認識能力を改善するという論文が発表された[14]。

- 2008年：米国の「ビスフェノールA」。ビスフェノールAは内分泌攪乱物質の懸念がある有機化合物である。米国の食品医薬品局(FDA)は化学工業界の研究報告を引用して、プラスティック容器に含まれるビスフェノールAは食品に移っても安全ですと宣言した。一方、別の研究論文では、危険だと報告された[15]。論文の90％以上は、ビスフェノールAは微量でも健康に有害だと結論している[4]。詳しくは → ビスフェノールAを参照。

- 2008年：米国の「スプレンダ（英語版）」。全米砂糖協会（Sugar Association）の助成金を得たデューク大学の研究者は、合成甘味料スプレンダ（英語版）は健康に悪影響があると報告した。一方、スプレンダのメーカーであるジョンソン・エンド・ジョンソンの子会社・マクニール・ニュートリショナル（英語版）（McNeil Nutritionals LLC）は、その報告を反駁するための専門家チームを編成すると反応した[16]

- 2001年-2014年：日本の「ＣＡＳＥ-Ｊ事件」。降圧剤（血圧を下げる薬）の大規模臨床研究「ＣＡＳＥ-Ｊ」で、武田薬品工業のカンデサルタン（商品名ブロプレス）とファイザー社などのアムロジピン（商品名ノルバスク）を比較した。武田薬品工業は、臨床試験のために少なくとも25億円を京都大学に助成した。得られた臨床研究のデータ（学会発表と論文）はねつ造や改ざんではないかと言われている[17]。

- 2007年-2014年：日本の「ディオバン事件」。高血圧の治療薬ディオバンの日本の臨床研究報告が、製薬企業であるノバルティス社に都合の良いように発表された。論文のデータ操作に問題があったとして一連の論文が撤回された事件。